# Batalha de Lenzen

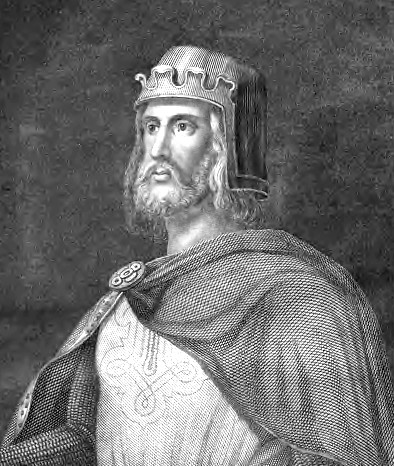
Henrique I, o Passarinheiro

A Batalha de Lenzen foi uma batalha terrestre entre um exército saxão do Reino da Alemanha e os exércitos dos povos eslavos Redarii e Linonen, que ocorreu em 4 de setembro de 929 perto da fortaleza Linonen fortificada de Lenzen em Brandemburgo, Alemanha. O exército saxão, comandado pelo magnata saxão Bernhard, destruiu um exército eslavo Redarii. Ele marcou o fracasso das tentativas eslavas de resistir ao expansionismo do rei alemão Henrique, o Passarinho, para o Elba.
Os saxões estavam sitiando Lenzen, uma fortaleza eslava, desde 30 de agosto. Em 3 de setembro, os batedores montados saxões alertaram Bernhard sobre a presença de um exército Redarii nas proximidades. No dia seguinte, os Redarii formaram uma falange de infantaria em frente aos saxões, que fizeram o mesmo.
A cavalaria de Bernhard fingiu recuar para atrair os Redarii, que não tinham unidades de cavalaria próprias, mas o terreno úmido impedia manobras eficazes. Os saxões lançaram ataques de infantaria, com pesadas baixas para ambos os lados no prolongado combate que durou o resto do dia. Em última análise, a cavalaria saxã sob o comando do Conde Thietmar de Merseburg foi capaz de flanquear a formação Redarii e atacá-los, derrotando-os. Os saxões perseguiram para destruir completamente seus oponentes, massacrando os Redarii em fuga em massa. A guarnição de Lenzen se rendeu na manhã seguinte.
A vitória alemã em Lenzen foi total, resultando na supressão da resistência eslava efetiva ao domínio alemão ao longo do Elba pelo resto do reinado de Henrique. Fontes para a batalha incluem os Feitos dos Saxões por Widukind de Corvey e Chronicon Thietmari por Thietmar de Merseburg.